# Darragh Murphy
Darragh Murphy es una activista estadounidense radicada en Boston. Es más conocida por haber fundado y liderado el PAC PUMA durante las elecciones presidenciales de Estados Unidos de 2008, con el objetivo de oponerse a la candidatura de Barack Obama en las elecciones generales, tras haber apoyado previamente la candidatura de Hillary Clinton contra él en las primarias demócratas. Residente desde hace mucho tiempo del vecindario de Dorchester en Boston, Murphy ha estado involucrada más recientemente en activismo relacionado con las Escuelas Públicas de Boston.

## Biografía
Murphy creció en el vecindario de Dorchester, en Boston, Massachusetts. Vivió en Dorchester hasta los 31 años, y luego se mudó a Carlisle, Massachusetts, antes de 2008.Para el año 2021, había vuelto a residir en Dorchester.Murphy asistió a la Boston Latin School en la década de 1980.Es madre de tres hijos.
Murphy es hermana de Erin Murphy, actual miembro del Concejo Municipal de Boston.Su abuelo, Richard Murphy, fundó la Asociación de Vecinos Unidos de Dorchester y tiene una escuela pública en Boston que lleva su nombre.
Murphy se ha identificado como miembro de toda la vida del Partido Demócrata. Hasta 2008, la única donación que había hecho directamente a un candidato presidencial fue una contribución de 500 dólares a la campaña de John McCain en las primarias presidenciales republicanas del año 2000.

## People United Means Action
Murphy alcanzó notoriedad política durante las elecciones presidenciales de Estados Unidos de 2008, convirtiéndose en una figura destacada por su activismo en oposición a la candidatura de Barack Obama, tras haber apoyado la campaña de Hillary Clinton contra él en las primarias demócratas.Inicialmente, Murphy había apoyado la campaña de John Edwards en las primarias demócratas, pero cambió su apoyo a Clinton al no estar de acuerdo con el sesgo de la cobertura mediática hacia ella en los días previos a las primarias de New Hampshire, especialmente por el enfoque excesivo en si Clinton había llorado durante una aparición pública. Consideró que el tono de esa cobertura era injusto hacia Clinton (la única contendiente femenina significativa por la nominación de un partido mayoritario en 2008) y que la campaña de Obama era cómplice al beneficiarse de ello.Murphy donó 200 dólares a un comité de acción política que apoyaba la candidatura de Clinton.
Murphy fundó PAC PUMA,una organización que se oponía a la nominación de Obama después de que se convirtiera en el candidato presunto. La organización se oponía tanto a las decisiones del Comité Nacional Demócrata relacionadas con el proceso de primarias de 2008 como a la posibilidad de votar por Obama en las elecciones generales.Ella fue la líder de la organización,desempeñándose como su directora ejecutiva.Presentó los documentos para fundar la organización el 3 de junio,un día antes de que Obama se convirtiera en el candidato presunto del Partido Demócrata.
Antes de la Convención Nacional Demócrata de 2008, Murphy y PUMA esperaban presionar al Comité Nacional Demócrata para que tomara decisiones sobre la asignación de delegados que pudieran permitir que Clinton obtuviera la nominación en lugar de Obama.También abogaron por la realización de una votación nominal completa para la nominación durante la convención, la cual finalmente se llevó a cabo.Después de que Obama fue nominado en la convención, Murphy declaró que no planeaba votar por él en las elecciones generales y que esperaba que muchos otros simpatizantes de Clinton hicieran lo mismo.
Murphy fue uno de los principales sujetos del documental The Audacity of Democracy, el cual fue financiado por el PAC.
En octubre de 2008, Murphy se disculpó por el hecho de que el PAC PUMA hubiera perpetuado un engaño en internet que afirmaba que Michelle Obama había firmado un recibo exagerado de servicio a la habitación en el Hotel Waldorf-Astoria. La afirmación resultó ser un engaño ficticio en línea, y el PAC PUMA contribuyó inicialmente a su difusión al citar la historia en un volante anti-Obama publicado en el blog del PAC. Murphy hizo que la publicación fuera eliminada del blog de la organización.
En 2015, antes de las primarias presidenciales demócratas de 2016 en las que Clinton volvió a postularse, Murphy dijo a The Washington Post que no creía que fuera necesario relanzar el PAC PUMA, y comentó: 
 

## Política posterior
A principios de la década de 2020, Murphy ha sido una activista parental relacionada con temas de las Escuelas Públicas de Boston.Ha administrado un grupo de Facebook llamado "BPS Watch"y ha sido una de las líderes de la Coalición de Padres de Boston por la Excelencia Académica.Murphy se opuso a los esfuerzos por eliminar los exámenes de admisión utilizados en las escuelas imán de la ciudad. En 2021, se manifestó en contra de los nuevos procesos de admisión implementados durante la pandemia de COVID-19 para dichas escuelas.Durante un escándalo en el Comité Escolar de Boston ese mismo año, relacionado con intercambios de mensajes de texto entre sus miembros, Murphy solicitó que se hicieran públicos dichos mensajes.
Durante un controvertido debate sobre redistribución de distritos en el Concejo Municipal de Boston, la concejala Kendra Lara acusó a Murphy de llevar a cabo una "campaña de odio" en su contra.